# Glutamine
Pour les articles homonymes, voir CAA et CAG.
La glutamine (abréviations IUPAC-IUBMB : Gln et Q) est un acide α-aminé dont l'énantiomère L est l'un des 22 acides aminés protéinogènes, encodé sur les ARN messagers par les codons CAA et CAG. Elle résulte de l'amidification du carboxyle terminal de l'acide glutamique. Elle donne des résidus polaires électriquement neutres et tendant à former des liaisons hydrogène par son groupe amide. Son rayon de van der Waals est égal à 114 Å.

## Biochimie
La L-glutamine est l'acide aminé libre le plus abondant du sang humain.
Tout comme les autres acides aminés, elle joue un rôle biochimique important en tant que constituant des protéines.
Elle est également un élément crucial de la métabolisation de l'azote : l'ammoniac formé par la fixation de l'azote est assimilé en composé organique par la conversion de l'acide glutamique en glutamine. L'enzyme qui permet cette conversion s'appelle la glutamine synthétase. De plus, la glutamine peut être utilisée comme donneur d'azote dans la biosynthèse de nombreux composés, y compris d'autres acides aminés, les purines et les pyrimidines.

## Nutrition
Étant donné qu'elle peut être synthétisée in vivo à partir de l'acide glutamique, la glutamine n'est pas un acide aminé essentiel mais son rôle dans l'alimentation n'est peut-être pas entièrement compris.
La glutamine sert comme supplément dans l'alimentation des assidus de musculation, ainsi que comme traitement des crampes musculaires chez les personnes âgées. Elle permet entre autres une meilleure récupération lors d'efforts physiques importants (sports de force, etc.) et participe à la reconstruction du tissu musculaire endommagé. Elle prévient également le syndrome du surentraînement.
Elle diminuerait la fréquence des crises de la drépanocytose.
Des études sont menées sur les conséquences néfastes potentielles d'une absorption excessive de glutamine, à ce jour sans résultats probants. Ainsi, sa consommation est supposée saine car elle peut servir à remplir les réserves d'acides aminés qu'une séance d'exercice physique aurait pu vider. C'est pourquoi elle est souvent prescrite aux personnes faisant un jeûne, ou souffrant d'un traumatisme physique, d'un système immunitaire défaillant ou d'un cancer. Néanmoins, des recherches récentes ont mis en évidence le rôle de la glutamine dans la croissance des cellules cancéreuses du foie et des pistes indiquent qu'elle pourrait jouer un rôle également dans les cancers du pancréas et des ovaires.
De plus, certaines études récentes ont été réalisées pour mieux connaître les effets et les propriétés de la glutamine, et celles-ci font apparaître un lien entre une alimentation riche en glutamine et des effets bénéfiques sur l'intestin. La glutamine permettrait notamment d'améliorer l'entretien des fonctions de la paroi intestinale, de la prolifération de la flore intestinale, ainsi que la différenciation cellulaire et une réduction des infections.
Ces propriétés semblent liées à une vitesse d'extraction de la glutamine plus élevée que celle des autres acides aminés, ce qui en ferait donc le meilleur choix pour l'amélioration des conditions du transit intestinal.

Ces résultats ont été produits après comparaison de la concentration en plasma des intestins entre des régimes riches et pauvres en glutamine. Pourtant, si la glutamine semble avoir des propriétés « nettoyantes », on ne sait pas encore jusqu'à quel point elle aurait des avantages thérapeutiques, à cause des grandes variations de concentration en glutamine des aliments.
Ainsi de récents essais cliniques d'aout 2018 tendraient à montrer que la glutamine apporterait un bénéfice dans le traitement de patients souffrant du syndrome du côlon irritable post infection. En effet elle réduirait les diarrhées ainsi que l'hyper-perméabilité du colon,.
La glutamine est aussi réputée pour accélérer la guérison après une opération chirurgicale. Les temps de convalescence après une opération de chirurgie abdominale sont réduits si l'on nourrit le patient par intraveineuse avec des mélanges contenant de la glutamine. Les essais en clinique semblent avoir montré que les patients soumis à ce genre de régime, comparés à ceux qui n'avaient pas de glutamine, présentent notamment un meilleur équilibre en azote, une amélioration de la génération des cysteinyl-leucotriènes par les granulocytes, une amélioration de la restauration des leucocytes et de la perméabilité intestinale, le tout sans effets secondaires apparents.
Chez les patients graves (en milieu de réanimation), l'apport de glutamine ne semble pas avoir d'action positive et pourrait même avoir une action délétère (mortalité augmentée). Cependant l'étude a inclus des patients remplissant les critères de contre-indication, aussi  dans cette étude, des doses de glutamine au-delà du seuil recommandé étaient administrées.